# Clytios fils de Laomédon
Pour les articles homonymes, voir Clytios.
Dans la mythologie grecque, Clytios est le fils de Laomédon, roi de Troie et un des frères de Priam.
Certains font de Procléia sa fille, bien que plus souvent, elle est considérée comme une fille de Laomédon. Cette dernière se marie avec Cycnos fils de Poséidon.
Il fait partie des vieux princes qui aux côtés de Priam observent la guerre au loin, en raison de leur âge, alors qu'ils sont perchés sur les Portes Scées de la ville de Troie.
Selon le pseudo-Apollodore, il est tué par Héraclès et Télamon à la suite d'une querelle entre son père et Héraclès, tandis que selon Homère il est toujours vivant au moment de la guerre de Troie où il fait partie du conseil des anciens.